# Cephalosphaera incomitata
Cephalosphaera incomitata är en tvåvingeart som först beskrevs av Hardy 1965.  Cephalosphaera incomitata ingår i släktet Cephalosphaera och familjen ögonflugor. Inga underarter finns listade i Catalogue of Life.